# عشب الربيع المدغشقري
عشب الربيع المدغشقري (الاسم العلمي:Anthoxanthum madagascariense) هو نوع من النباتات يتبع جنس عشب الربيع من الفصيلة النجيلية.